# 499
499 (CDXCIX) fue un año común comenzado en viernes del calendario juliano, en vigor en aquella fecha.
En el Imperio romano, el año fue nombrado el del consulado de Iohannes sin colega, o menos comúnmente, como el 1252 Ab urbe condita, adquiriendo su denominación como 499 a principios de la Edad Media, al establecerse el anno Domini.

## Acontecimientos
- Kavad I depone a su hermano Djamasp y se reinstala como rey de Persia.
- 1 de marzo: durante un sínodo en Roma, el papa Símaco hace al antipapa Laurencio obispo de Nocera en Campania.
- Septiembre: Un terremoto de 7,7 a 8,4 destruye la ciudad de Nicópolis en Armenia

## Nacimientos
- Ingonda, reina de los francos salios.

## Fallecimientos
- Xiaowen, emperador de China.